# Botanik (Wohlfahrtsmarkenserie der Deutschen Bundespost)
Botanik oder unter dem geläufigeren Namen Blumen bzw. Flora war ab 1974 bis 1985 eine gemeinsame Wohlfahrtsmarkenserie der Deutschen Bundespost und der Deutschen Bundespost Berlin (Botanik (Wohlfahrtsmarkenserie der Deutschen Bundespost Berlin)). Sie löste die Vorgängerwohlfahrtsserie Musikinstrumente ab. Die Serie wurde 1986 von der Wohlfahrtsserie „Kostbare Gläser“ abgelöst.
Die Bundespost feierte 1974 das Jubiläum „25 Jahre Wohlfahrtsmarken“ aus diesem Anlass wurde diese Bezeichnung statt der bisherigen Bezeichnung „Wohlfahrtsmarke (Jahreszahl)“ gewählt. Ab 1979 trugen die Marken die Bezeichnung „Für die Wohlfahrtspflege“.
Alle von 1974 bis 1982 herausgegebenen Wohlfahrtsmarken sowie die in der Gestaltung ähnlichen Weihnachtsmarken von 1974 und 1975 wurden von Heinz Schillinger entworfen. In den Folgejahren wechselten die Künstler.

## Liste der Ausgaben und Motive
Legende
- Bild: Eine bearbeitete Abbildung der genannten Marke. Das Verhältnis der Größe der Briefmarken zueinander ist in diesem Artikel annähernd maßstabsgerecht dargestellt. Sollten keine Marken abgebildet sein, liegt es daran, dass das Urheberrecht des Künstlers noch nicht erloschen ist.
- Beschreibung: Eine Kurzbeschreibung des Motivs und/oder des Ausgabegrundes. Bei ausgegebenen Serien oder Blocks werden die zusammengehörigen Beschreibungen mit einer Markierung versehen eingerückt.
- Wert: Der Frankaturwert der einzelnen Marke in Pfennig. Ein „+“ bedeutet, dass es sich um eine Zuschlagsmarke handelt (= Frankaturwert + Spende).
- Ausgabedatum: Das Datum des erstmaligen Verkaufs dieser Briefmarke.
- Auflage: Soweit bekannt, wird hier die zum Verkauf angebotene Anzahl dieser Ausgabe angegeben.
- Entwurf: Soweit bekannt, wird hier angegeben, von wem der Entwurf dieser Marke stammt.
- Mi.-Nr.: Diese Briefmarke wird im Michel-Katalog unter der entsprechenden Nummer gelistet.

| Deutschen Bundespost | |                  |                  |            |                   |       |
| Bild                 | Beschreibung | Werte in Pfennig | Ausgabe- datum   | Auflage    | Entwurf           | MiNr. |
|                      | 25 Jahre Wohlfahrtsmarke 1974: Blumen - Prachtnelke, Dianthus superbus                                                                           | 30+15            | 15. Oktober 1974 | 9.409.000  | Heinz Schillinger | 818   |
|                      | - Roter Fingerhut, Digitalis purpurea | 40+20            | 15. Oktober 1974 | 10.992.000 | Heinz Schillinger | 819   |
|                      | - Malven, Malva | 50+25            | 15. Oktober 1974 | 14.190.000 | Heinz Schillinger | 820   |
|                      | - Glockenblumen, Campanula | 70+35            | 15. Oktober 1974 | 6.650.000  | Heinz Schillinger | 821   |
|                      | Wohlfahrtsmarke 1975: Alpenblumen - Edelweiß, Leontopodium alpinum                                                                               | 30+15            | 15. Oktober 1975 | 9.449.000  | Heinz Schillinger | 867   |
|                      | - Trollblume, Trollius europaeus | 40+20            | 15. Oktober 1975 | 10.987.000 | Heinz Schillinger | 868   |
|                      | - Rostblättrige Alpenrose, Rhododendron ferrugineum                                                                                              | 50+25            | 15. Oktober 1975 | 14.927.000 | Heinz Schillinger | 869   |
|                      | - Gewöhnliche Kuhschelle, Pulsatilla vulgaris | 70+35            | 15. Oktober 1975 | 6.964.000  | Heinz Schillinger | 870   |
|                      | Wohlfahrtsmarke 1976: Gartenblumen - Phlox, Phlox paniculata                                                                                     | 30+15            | 14. Oktober 1976 | 10.601.000 | Heinz Schillinger | 904   |
|                      | - Ringelblumen, Calendula officinalis | 40+20            | 14. Oktober 1976 | 12.634.000 | Heinz Schillinger | 905   |
|                      | - Zinnien, Zinnia elegans | 50+25            | 14. Oktober 1976 | 16.906.000 | Heinz Schillinger | 906   |
|                      | - Stiefmütterchen, Viola tricolor | 70+35            | 14. Oktober 1976 | 7.318.000  | Heinz Schillinger | 907   |
|                      | Wohlfahrtsmarke 1977: Wiesenblumen - Kümmel, Carum carvi                                                                                         | 30+15            | 13. Oktober 1977 | 11.287.000 | Heinz Schillinger | 949   |
|                      | - Löwenzahn, Taraxacum officinale | 40+20            | 13. Oktober 1977 | 12.217.000 | Heinz Schillinger | 950   |
|                      | - Roter Klee, Trifolium pratense | 50+25            | 13. Oktober 1977 | 16.160.000 | Heinz Schillinger | 951   |
|                      | - Wiesensalbei, Salvia pratensis | 70+35            | 13. Oktober 1977 | 6.936.000  | Heinz Schillinger | 952   |
|                      | Wohlfahrtsmarke 1978: Waldblumen - Aronstab, Arum maculatum                                                                                      | 30+15            | 12. Oktober 1978 | 15.454.000 | Heinz Schillinger | 982   |
|                      | - Goldnessel, Lamiastrum galeobdolon | 40+20            | 12. Oktober 1978 | 13.956.000 | Heinz Schillinger | 983   |
|                      | - Türkenbund, Lilium martagon | 50+25            | 12. Oktober 1978 | 16.157.000 | Heinz Schillinger | 984   |
|                      | - Leberblümchen, Hepatica nobilis | 70+35            | 12. Oktober 1978 | 7.154.000  | Heinz Schillinger | 985   |
|                      | Für die Wohlfahrtspflege 1979: Blätter, Blüten und Früchte des Waldes - Rotbuche, Fagus sylvatica                                                | 40+20            | 11. Oktober 1979 | 11.700.000 | Heinz Schillinger | 1024  |
|                      | - Stieleiche, Quercus robur | 50+25            | 11. Oktober 1979 | 14.500.000 | Heinz Schillinger | 1025  |
|                      | - Weißdorne, Crataegus | 60+30            | 11. Oktober 1979 | 17.100.000 | Heinz Schillinger | 1026  |
|                      | - Bergkiefer, Pinus mugo | 90+45            | 11. Oktober 1979 | 7.400.000  | Heinz Schillinger | 1027  |
|                      | Für die Wohlfahrtspflege 1980: gefährdete Ackerwildkräuter - Hornköpfchen, Ceratocephala falcata                                                 | 40+20            | 9. Oktober 1980  | 15.201.000 | Heinz Schillinger | 1059  |
|                      | - Ranken-Platterbse, Lathyrus aphaca | 50+25            | 9. Oktober 1980  | 15.106.000 | Heinz Schillinger | 1060  |
|                      | - Kornrade, Agrostemma githago | 60+30            | 9. Oktober 1980  | 19.193.000 | Heinz Schillinger | 1061  |
|                      | - Schopfige Traubenhyazinthe, Muscari comosum | 90+45            | 9. Oktober 1980  | 7.854.000  | Heinz Schillinger | 1062  |
|                      | Für die Wohlfahrtspflege 1981: gefährdete Moor-, Sumpfwiesen- und Wasserpflanzen - Wassernuss, Trapa natans                                      | 40+20            | 8. Oktober 1981  | 16.589.000 | Heinz Schillinger | 1108  |
|                      | - Seekanne, Nymphoides peltata | 50+25            | 8. Oktober 1981  | 14.906.000 | Heinz Schillinger | 1109  |
|                      | - Wasserfeder, Hottonia palustris | 60+30            | 8. Oktober 1981  | 18.040.000 | Heinz Schillinger | 1110  |
|                      | - Wasser-Lobelie, Lobelia dortmanna | 90+45            | 8. Oktober 1981  | 7.627.000  | Heinz Schillinger | 1111  |
|                      | Für die Wohlfahrtspflege 1982: Gartenrosen - Teehybride                                                                                          | 50+20            | 14. Oktober 1982 | 18.556.000 | Heinz Schillinger | 1150  |
|                      | - Floribundarose | 60+30            | 14. Oktober 1982 | 18.325.000 | Heinz Schillinger | 1151  |
|                      | - Bourbon-Rose | 80+40            | 14. Oktober 1982 | 17.719.000 | Heinz Schillinger | 1152  |
|                      | - Polyantha-Hybride | 120+60           | 14. Oktober 1982 | 7.143.000  | Heinz Schillinger | 1153  |
|                      | Für die Wohlfahrtspflege 1983: Gefährdete Alpenblumen - Schweizer Mannsschild Androsace helvetica                                                | 50+20            | 13. Oktober 1983 | 12.070.000 | Karin Blume       | 1188  |
|                      | - Krainer Greiskraut Senecio carniolicus | 60+30            | 13. Oktober 1983 | 10.750.000 | Karin Blume       | 1189  |
|                      | - Fleischers Weidenröschen Epilobium fleischeri                                                                                                  | 80+40            | 13. Oktober 1983 | 18.110.000 | Karin Blume       | 1190  |
|                      | - Alpen-Milchlattich Cicerbita alpina | 120+60           | 13. Oktober 1983 | 6.340.000  | Karin Blume       | 1191  |
|                      | Für die Wohlfahrtspflege 1984: Orchideen - Ohnhorn Aceras anthropophorum                                                                         | 50+20            | 18. Oktober 1984 | 13.302.000 | Günter Jacki      | 1225  |
|                      | - Brand-Knabenkraut Orchis ustulata | 60+30            | 18. Oktober 1984 | 10.433.000 | Günter Jacki      | 1226  |
|                      | - Violetter Dingel Limodorum abortivum | 80+40            | 18. Oktober 1984 | 18.619.000 | Günter Jacki      | 1227  |
|                      | - Holunder-Knabenkraut Dactylorhiza sambucina | 120+60           | 18. Oktober 1984 | 6.095.000  | Günter Jacki      | 1228  |
|                      | Für die Wohlfahrtspflege 1985: Miniaturen nach Motiven aus den Bordüren eines mittelalterlichen Gebetbuches - Blumen, Erdbeere und Schmetterling | 50+20            | 15. Oktober 1985 | 14.750.000 | Holger Börnsen    | 1259  |
|                      | - Blumen, Schmetterlinge und Vogel | 60+30            | 15. Oktober 1985 | 9.730.000  | Holger Börnsen    | 1260  |
|                      | - Blumen, Beeren und Schnecke | 80+40            | 15. Oktober 1985 | 19.410.000 | Holger Börnsen    | 1261  |
|                      | - Blumen, Schnecke und Schmetterling | 120+60           | 15. Oktober 1985 | 6.130.000  | Holger Börnsen    | 1262  |